# Gerhard W. Lauth
Gerhard W. Lauth (* 31. August 1947 in Hillesheim, Landkreis Mainz-Bingen, Rheinland-Pfalz) ist ein deutscher Hochschullehrer, Psychologe und Psychologischer Psychotherapeut.

## Leben
Lauth studierte von 1968 bis 1974 Psychologie an der Johannes Gutenberg-Universität in Mainz, wo er im Jahr 1979 promovierte. Nach einer Anstellung an der Carl von Ossietzky Universität Oldenburg erlangte er im Jahr 1990 eine C4-Professur für Rehabilitationspsychologie an der Universität Dortmund.
Im Jahr 1997 wurde er zum Professor für Psychologie und Psychotherapie in der Heilpädagogik an der Universität Köln berufen, wo er eine Forschungsambulanz für Kinder und Jugendliche aufgebaut hat. Darüber hinaus engagiert er sich mit seinen wissenschaftlichen Weiterbildungsangeboten für einen engmaschigen Transfer zwischen Forschung und Praxis.
Seine Forschungsinteressen befassen sich hauptsächlich mit der Entstehung, Diagnose und Behandlung von Lern- und Verhaltensstörungen. Dabei bilden Aufmerksamkeitsstörungen in ihren verschiedenen Erscheinungsformen bei Kindern, Jugendlichen und Erwachsenen einen wesentlichen Arbeitsschwerpunkt. Hierzu veröffentlichte er wissenschaftliche Beiträge, Monographien, Fachbücher und Handreichungen.

## Veröffentlichungen
(Auswahl)
- mit Peter Viebahn (Hrsg.): Soziale Isolierung. Ursachen und Interventionsmöglichkeiten. Psychologie-Verlags-Union, München/Weinheim 1987, ISBN 3-621-27034-5.
- mit Peter F. Schlottke, Kerstin Naumann: Rastlose Kinder, ratlose Eltern. Hilfen bei ADHS.  7., vollständig aktualisierte und erweiterte Auflage. Deutscher Taschenbuch Verlag, München 2007, ISBN 978-3-423-34356-5.
- mit Peter F. Schlottke: Training mit aufmerksamkeitsgestörten Kindern. Diagnostik und Therapie. 6., vollständig überarbeitete Auflage. Beltz, Weinheim 2009, ISBN 978-3-621-27675-7.
- mit Wolf-Rüdiger Minsel: ADHS bei Erwachsenen. Hogrefe, Göttingen u. a. 2009, ISBN 978-3-8017-2206-7.